# Cortes (Navarra)
Cortes es una villa y municipio español de la Comunidad Foral de Navarra, situado en la merindad de Tudela, a 118 km de la capital de la comunidad, Pamplona. Cuenta con una población de 3160 habitantes (INE 2024).

## Geografía
Ubicada a 117 kilómetros de Pamplona, en la ribera suroccidental del Ebro, el núcleo urbano está situado a una altitud de 254 metros, y el terreno del municipio es llano con algunas ondulaciones aisladas. El Ebro discurre por el extremo nororiental del término municipal, mientras que el río Huecha lo hace junto al casco urbano. Los canales de Lodosa, Tauste e Imperial de Aragón, junto con una complicada red de acequias y canales, llevan el agua hasta el último rincón, no es de extrañar por ello que sea importantísima su riqueza agrícola y sobre todo la hortícola. El término municipal está atravesado por la Autopista Vasco-Aragonesa (AP-68), la Autovía del Ebro (A-68) y por carreteras locales que permiten la comunicación con Buñuel, Novillas y Mallén. La altitud oscila entre los 320 metros al oeste y los 230 metros a orillas del Ebro.
| Noroeste: Ribaforada        | Norte: Buñuel          | Nordeste: Tauste (Zaragoza)  |
| Oeste: Ablitas              |                        | Este: Novillas (Zaragoza)    |
| Suroeste: Mallén (Zaragoza) | Sur: Mallén (Zaragoza) | Sureste: Novillas (Zaragoza) |

## Historia
Las primeras referencias a la población de las tierras que ocupa el actual término municipal de Cortes están fechadas en la Edad del Bronce. El poblado del Cerro de la Cruz es, según afirma el profesor Malurque, el poblado de la Edad de Hierro española más completo y cuyo estudio se halla más avanzado. El Cerro de la Cruz se ha hecho famoso entre todos los historiadores de la Edad Antigua.
Estuvo poblado desde finales de la Edad del Bronce y principios de la Edad del Hierro, y su excavación ha permitido documentar seis poblados utilizados durante 500 años a partir del siglo IX a. C. Las moradas más antiguas son chozas tanto redondas como cuadradas, sustituidas por otras rectangulares de adobe, divididas en dos salas con un hogar central, y también se levantó una muralla de adobe protegiendo el pueblo. La necrópolis es tradicional con urnas.
Hay evidencias de que posteriormente fue poblado por los romanos.
Su reconquista se debió a Alfonso el Batallador a principios de 1119, que la dio al hermano de Rotrou de Alperche, Ramón. Carlos III donó la villa, su castillo, hombres y mujeres, cristianos, moros y judíos, pechas, rentas, casas, bailíos, medios y homicidios a su hijo Godofre, fundándose el condado de Cortes, que le fue arrebatado por Juan II de Aragón quién lo entregó a su hijo natural Alonso de Aragón, 1.er Conde de Cortes de su línea.
En el año 1353 contaba el pueblo con 50 familias cristianas y 80 musulmanas. Estos últimos representaron un papel importante durante toda la Edad Media y quedan muchos vestigios suyos. El inventario fiscal realizado tras la invasión castellana del Reino de Navarra en 1512, reflejaba que la mayor parte de su población era musulmana (XLIIII casas de moros y XXXIII casas de cristiranos). En 1900 se contabilizaron 1.140 habitantes, siendo la apertura del canal de Lodosa la principal causa del desarrollo demográfico, que ha hecho ascender la población a las 3.361 personas en la actualidad.
Durante muchos años perteneció a los Condes de Cortes y Duques de Villahermosa, cuyo palacio todavía se alza airoso. Felipe IV le otorgó el aprovechamiento de las Bardenas Reales en 1664.

## Demografía
Cortes cuenta con una población de 3160 habitantes (INE 2024).
| Gráfica de evolución demográfica de Cortes entre 1842 y 2021                                                        |
| |
| Población de derecho según los censos de población del INE Población de hecho según los censos de población del INE |

## Administración y política
| Periodo   | Nombre                        | Partido | Partido                                  |
| --------- | ----------------------------- | ------- | ---------------------------------------- |
| 1999-2003 | Ismael Miñés Catalán          |         | Unión del Pueblo Navarro (UPN)           |
| 2003-2015 | Javier Blasco Mendívil        |         | Partido Socialista de Navarra (PSN-PSOE) |
| 2015-2018 | María Concepción Ausejo Gómez |         | Unión del Pueblo Navarro (UPN)           |
| 2018-2023 | Fernando Sierra Estoduto      |         | Cortes Entre Todos (CET)                 |
| 2023-act. | María Concepción Ausejo Gómez |         | Unión del Pueblo Navarro (UPN)           |

| Partido político | Partido político                            | 2019  | 2019       | 2015  | 2015       | 2011  | 2011       | 2007  | 2007       | 2003  | 2003       | 1999  | 1999       | 1995  | 1995       |
| Partido político | Partido político                            | %     | Concejales | %     | Concejales | %     | Concejales | %     | Concejales | %     | Concejales | %     | Concejales | %     | Concejales |
|                  | Navarra Suma (NA+)                          | 36,96 | 5          | —     | —          | —     | —          | —     | —          | —     | —          | —     | —          | —     | —          |
|                  | Partido Socialista de Navarra (PSN-PSOE)    | 26,13 | 3          | 34,52 | 4          | 34,63 | 4          | 35,45 | 4          | 44,41 | 5          | 21,13 | 2          | 13,35 | 1          |
|                  | Cortes Entre Todos (CET)                    | 21,98 | 2          | 21,63 | 3          | 25,45 | 3          | 31,31 | 4          | —     | —          | —     | —          | —     | —          |
|                  | Vox                                         | 1,99  | 0          | —     | —          | —     | —          | —     | —          | —     | —          | —     | —          | —     | —          |
|                  | Candidatura de Izquierdas de Cortes (CIC)   | 11,75 | 1          | 16,49 | 1          | 8,52  | 1          | 12,03 | 1          | 21,62 | 2          | 33,24 | 4          | 38,98 | 5          |
|                  | Unión del Pueblo Navarro (UPN)              | —     | —          | 23,65 | 3          | 24,48 | 3          | 18,23 | 2          | 30,95 | 4          | 43,05 | 5          | 44,02 | 5          |
|                  | Partido Popular (PP)                        | —     | —          | 3,71  | 0          | 5,25  | 0          | —     | —          | —     | —          | —     | —          | —     | —          |
|                  | Convergencia de Demócratas de Navarra (CDN) | —     | —          | —     | —          | —     | —          | 1,35  | 0          | —     | —          | —     | —          | —     | —          |

El actual consistorio está compuesto por los siguientes partidos políticos:
     Unión del Pueblo Navarro: 6 concejales      Partido Socialista de Navarra: 2 concejales      Cortes Entre Todos: 2 concejales      Euskal Herria Bildu: 1 concejal

## Cultura

### Patrimonio

#### Monumentos religiosos
Parroquia de San Juan Bautista, debe su estructura fundamental a la segunda mitad del siglo XVI en que se construye la nave central de estilo gótico-renacentista.
- Un plan de nave única con cuatro tramos, jalonados por pilares y arcos de medio punto, y cabecera pentagonal; la cubrición se realiza mediante bóveda estrellada en el presbiterio y bóvedas de nervios mixtilíneos en la nave.
- En el siglo XVIII se amplía el edificio con dos naves laterales cubiertas por bóvedas de arista.
- Finalmente, en 1892 se añade la Capilla del Cristo, según datos extraídos del archivo parroquial; la capilla está adosada al primer tramo de la nave del Evangelio tiene planta central cruciforme y bóveda de arista.
Al exterior presenta la iglesia muros de ladrillo, fachada principal abierta a la Plaza, a la que se ha añadido un cuerpo moderno con un relieve de San Juan Bautista del escultor tudelano Loperena.
La torre de ladrillo adosada a los pies, en el lado del Evangelio, tiene un primer cuerpo primitivo cúbico decorado con rombos de tradición mudéjar, y dos cuerpos superiores del siglo XVII que culminan en un chapitel bulboso.

#### Monumentos civiles

##### Castillo de Cortes

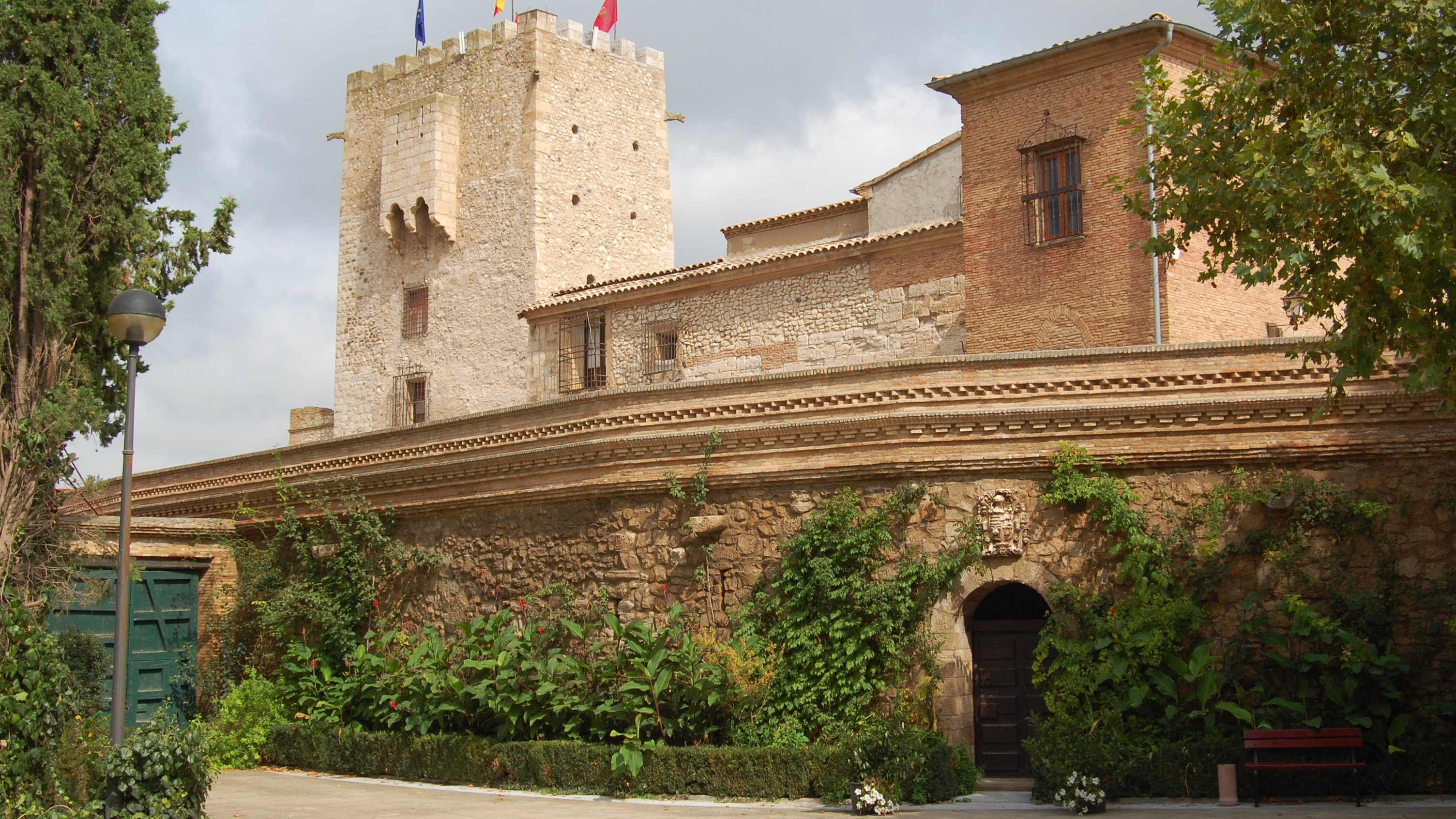
Vista del castillo

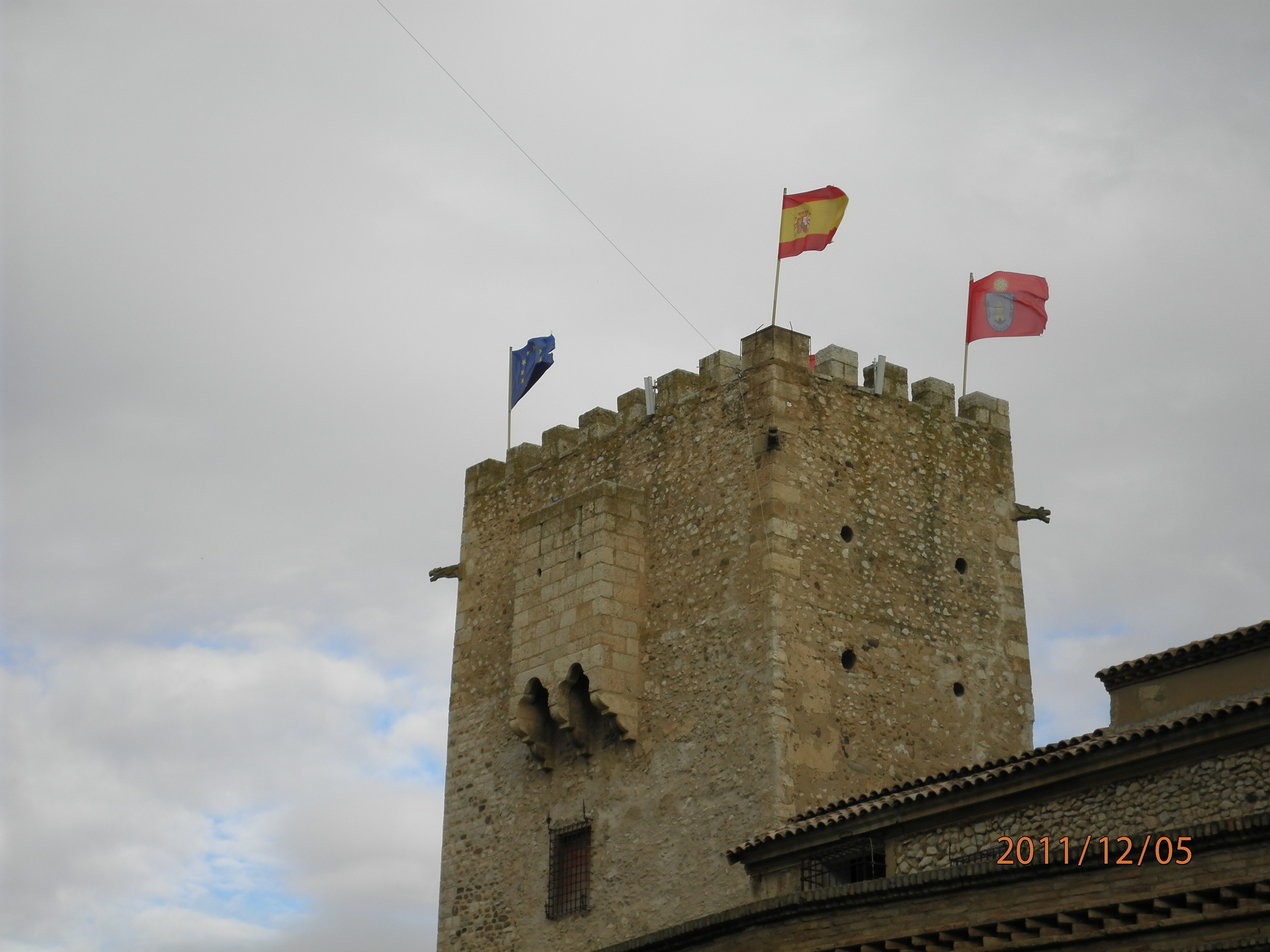
Torreón del castillo

Los orígenes del castillo de Cortes son muy antiguos, pudiéndose remontar a la época de dominación musulmana anterior a la reconquista de la villa. Las primeras noticias de su existencia datan de los años 1128, fecha en que fue confiado a don Ramón - hermano del Conde Rotrón de Alperche- señor de la villa recién conquistada.
Por los años finales del reinado de Sancho VII el Fuerte lo poseía Toda Ruiz, hija de don Rodrigo Abarca y, a partir de 1234, fue propiedad de la monarquía navarra, la cual nombraba sus alcaides y cobraba los tributos haciéndose cargo de las reparaciones; dicha propiedad la conservó la Corona hasta 1462 con el paréntesis de los años 1413 a 1428 que perteneció a Godofre; hijo bastardo de Carlos III de Navarra, que se tituló primer conde de Cortes.
En 1462 Juan II lo donó a su hijo natural Alonso de Aragón, duque de Villahermosa, cuyo retrato se conserva en una de las dependencias del castillo.
En 1533 se convirtió en marquesado, siendo su primer titular don Pedro Enríquez de Lacarra.
El castillo de Cortes está unido a la figura de Carlos III el Noble, quien se hospedó en él frecuentemente con motivo de sus cacerías.
El castillo fue escenario de la histórica entrevista entre Carlos III y Martín el Humano, rey de Aragón, cuando este eligió a Blanca para esposa de su hijo.
En él, Fernando el Católico fue nombrado lugarteniente General del Reino para Cortes de Zaragoza en el 1464, como recuerda una lápida incorporada en la fachada.
La construcción, de origen medieval, ocupa un amplio rectángulo amurallado, con jardines en la parte posterior. Como núcleo del mismo tiene un patio rectangular, el patio de armas, en torno al cual se organiza todo el conjunto, situándose la vivienda señorial en el flanco occidental y en el ángulo sureste una torre prismática coronada por almenas y matacanes.
Poco tiene que ver con la construcción actual, a no ser la cimentación de la citada torre, sótanos, así como la rampa que conduce desde el Patio de Armas hasta la primitiva puerta de entrada.
El castillo tuvo otras torres, lo sabemos por la documentación que fueron reformadas en 1434 y 1447 por los moros tejeros y carpinteros de Tudela, como la Torre del Homenaje, la Torre Blanca y otras dependencias.
En el siglo XVI se remodeló este castillo, adquiriendo aspecto de palacio señorial, iniciándose la obra en el invierno de 1562 hasta 1634 que tiene lugar "la tasación de la fábrica del castillo".
El actual recinto amurallado, de mampostería y ladrillo, con macizos torreones semicirculares flanqueando la entrada, fue construido en la Edad Moderna.
Con todo, el definitivo aspecto corresponde a la reforma del siglo XIX, como bien delatan los arcos apuntados de algunas ventanas así como el ambiente romántico de los interiores neogóticos. Cuando se colocó sobre la portada principal un blasón barroco jaquelado, de la familia Jaureguizar.
El 2 de febrero de 1993 fue declarado bien de interés cultural en la categoría de Monumento con el código RI-51-0007018.

##### Pinacoteca del castillo
El castillo de Cortes guarda en su interior una colección de pinturas al óleo, de diferentes épocas, estilos y escuelas que cronológicamente abarcan del siglo XVI al XIX.
La pieza cumbre es un retrato de Alonso de Aragón del último tercio siglo XVI; forma parte de la colección de retratos de la familia que Rolán de Mois - pintor de origen flamenco y uno de los miembros más representativos de la escuela aragonesa de la época-ejecutó para el Duque de Villahermosa, su protector.
- Del siglo XVII:
  - Dos lienzos italianos, de la Virgen de la Anunciación y San Gabriel, de la escuela tenebrista italiana, dentro del estilo de Andrea Váccaro.
  - Un retrato de tres cuartos de un personaje masculino de pincelada y colorido tizianesco, obra posiblemente de un autor flamenco por el realismo del rostro; lleva un pergamino en la mano derecha con una firma ilegible.
  - Un retrato que recuerda a Felipe IV, pincelada suelta y aire velazqueño, con luz centrada en el rostro y cuello.
  - Pequeño bodegón de caza, estilo tenebrista y desigual.
  - Paisaje con la Huida a Egipto, estilo ruberiano.

- Finales del siglo XVII:
  - Dos lienzos gemelos que representan la Presentación en el Templo y los Desposorios de la Virgen, escuela sevillana, en segunda mitad del siglo XVII.

- Al siglo XVIII
  - Dos piezas italianizantes gemelas.
  - Dos copias de escenas de caza y eremitas.
  - Un lienzo pequeño con una riña de taberna, estilo de Teniers.
  - Adoración de los Reyes Magos, copia veneciana de estilo tizianesco.
  - Un cuadro costumbrista, copia veneciana de estilo de los Bassano.

- Al siglo XIX:

- - Dos retratos: uno de Isabel Heredia y Luermori, condesa de Zaldívar, y otro de don José Hurtado de Zaldívar, Conde de Zaldívar, del año l843, con marcos del siglo XVIII.
  - Un paisaje romántico de 1845

### Fiestas y eventos
- En la fiesta de San Miguel Arcángel, fiestas patronales, 29 de septiembre (día del patrón) aunque se celebran de fin de semana a fin de semana todo esto dependiendo como caiga el 29. En las fiestas tienen lugar las famosas danzas de la procesión en honor al santo sobresaliendo el danze del Paloteao. También hay suelta de vaquillas en las calles San Juan y San Miguel y posteriormente en la plaza que es montada y desmontada únicamente para fiestas en la Plaza Duques de Miranda.

- Las fiestas de San Juan se celebran la última semana de junio donde se venera a dicho patrón y es la suelta del famoso toro de San Juan a cargo de la Asociación taurina San Juan, San Miguel de cortes de navarra.

- Las fiestas de la juventud se celebran el primer fin de semana de agosto. Estas fiestas son enfocadas en para los jóvenes habiendo DJ`s por la noche pero todos los públicos las disfrutan. Las dos tardes hay suelta de vacas bravas en las calles San Juan y San Miguel.

- También hay 6 gigantes dos representando el típico paloteao, otros dos representando los reyes católicos y dos txikis representando el grupo de danzas yona.

### Deporte
En esta villa se practica sobre todo el fútbol, aunque también se juega a otros deportes, como la pelota mano. En lo que al fútbol se refiere su club es el Club Deportivo Cortes. En 2008 su equipo cadete fue campeón de Navarra.El equipo sénior ascendió por primera vez a Tercera División en 1995 permaneciendo durante 3 temporadas, volviendo a lograr de nuevo ascender en 2009 y tras haber perdido la categoría en 2010, logró recuperar en 2011 su plaza en la Tercera División en la que permanece desde entonces. Ha jugado 4 fases de ascenso a 2aDiv.B/ 2a RFEF (12/13,16/17,23/24 y 24/25) ; y fue Campeón de la Copa Federación Navarra en 2019. Su mejor puesto en Tercera División fue la temporada 23/24 al acabar siendo subcampeón y lograr clasificarse así para jugar en la próxima Copa del Rey (24/25) por primera vez en su historia.
En otros deportes cabe destacar a los cortesinos Unai Aznar Vijuesca y Hugo Aznar Vijuesca, ciclistas profesionales pertenecientes al equipo Kern Pharma.